# شاطبة

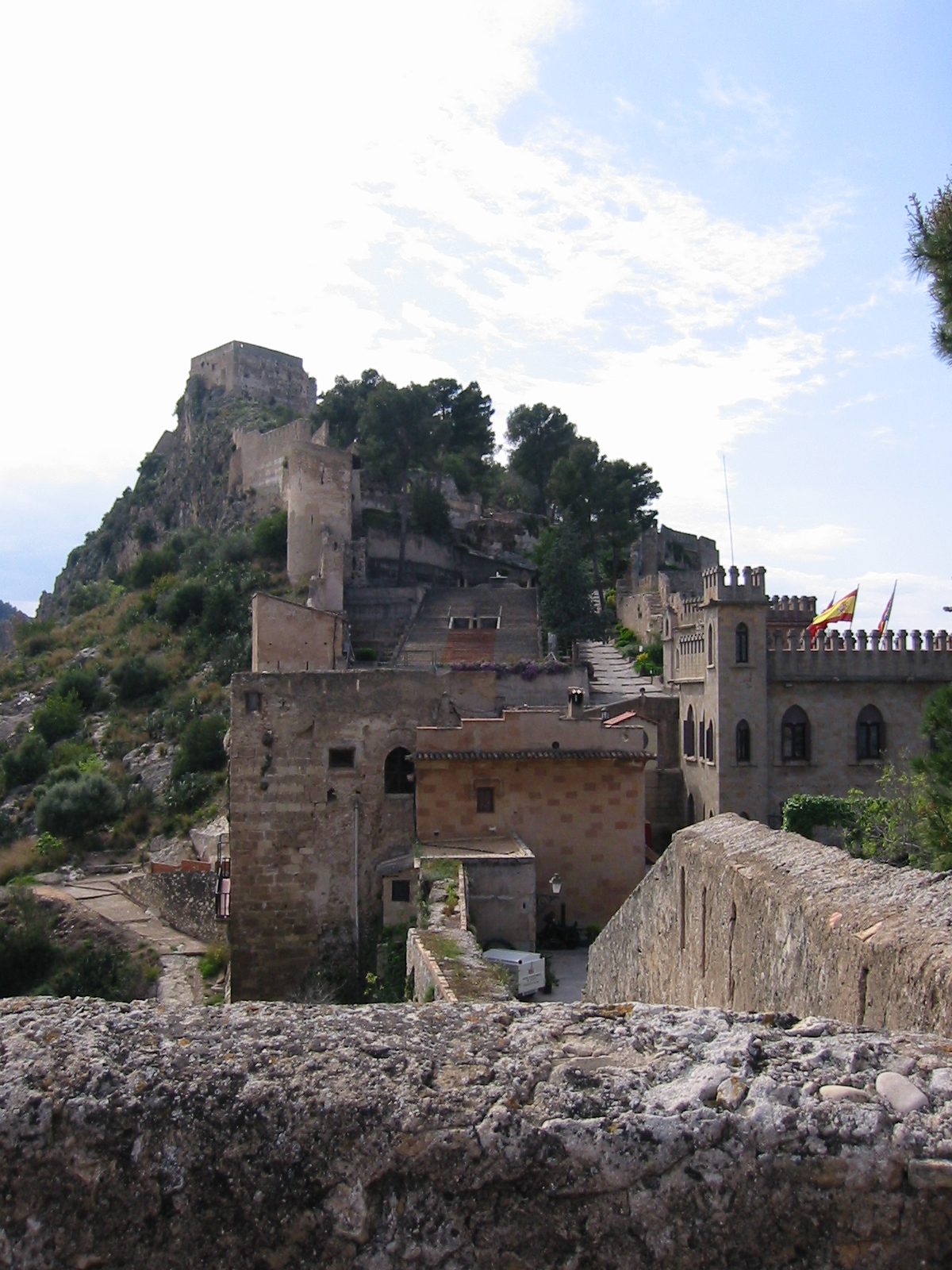
قلعة شاطبة

شاطبة وتعرف باسم جاتيفا (Játiva بالإسبانية وXàtiva بالبلنسية) هي مدينة إسبانية تقع في مقاطعة بلنسية وفي حوض نهر البيضاء شرقي إسبانيا.
أسسها الإبيريون وكانت تسمى إبي، تيبي أو سايتي ازدهرت في الفترة الإغريقية والفترة الفينيقية. أطلق الرومان عليها اسم سايتابيس Saetabis ثم لقّبت بالأغسطية Augusta على شرف الإمبراطور الروماني. كما كانت لها أهمية كبرى في الفترة الفيسقوطية وحضر أساقفتها مجامع طليطلة. عرفت المدينة في الفترة الإسلامية ازدهارا كبيرا وعُرفت في جميع أوروبا كمهد صناعة الورق. وظهر منها العديد من العلماء المسلمين أمثال: إبراهيم بن موسى الشاطبي وأبي عبد الله الشاطبي و إمام القراء الشاطبي.

## معرض صور

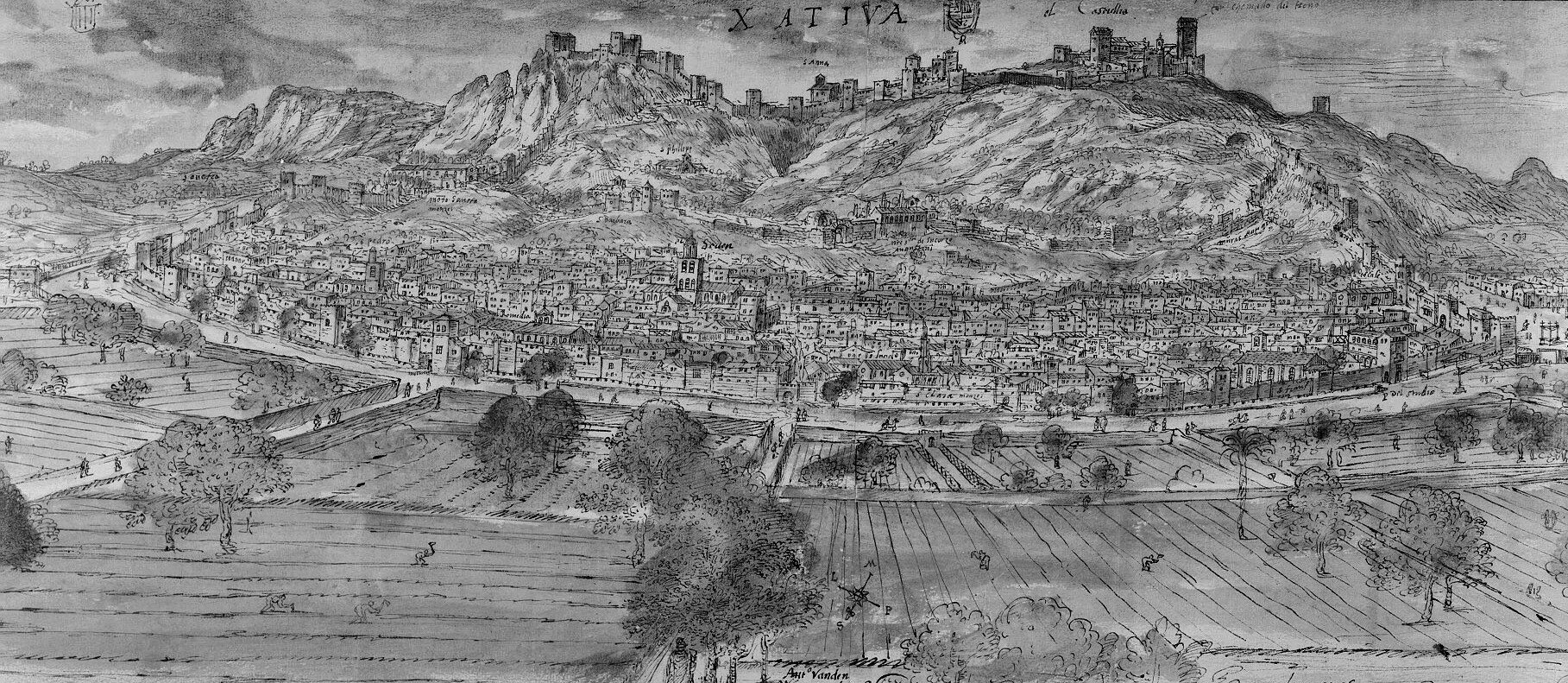
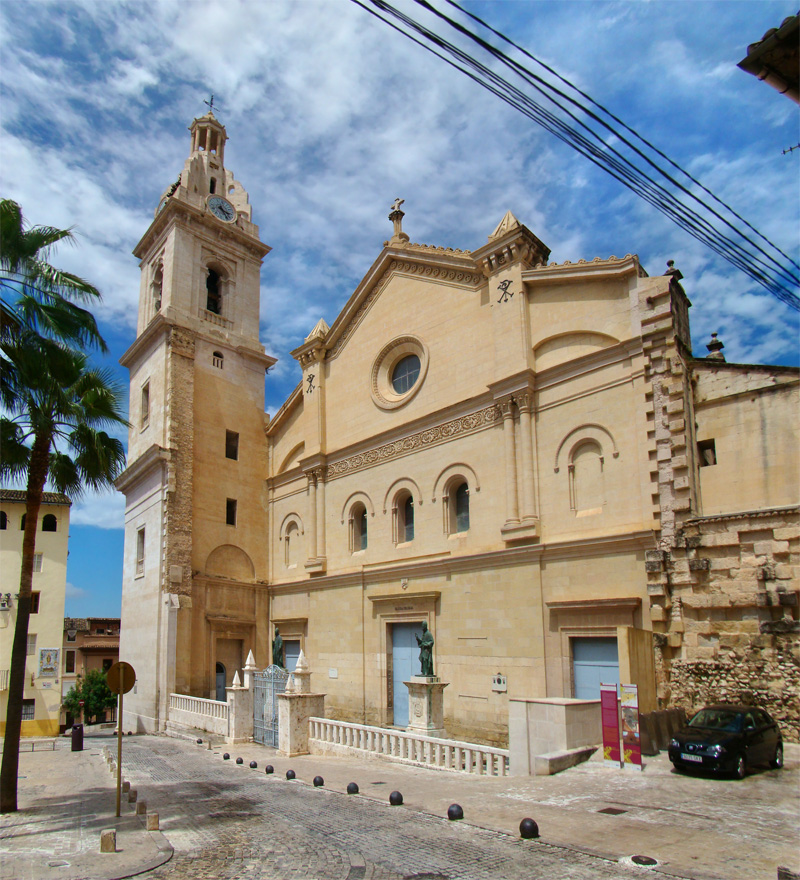
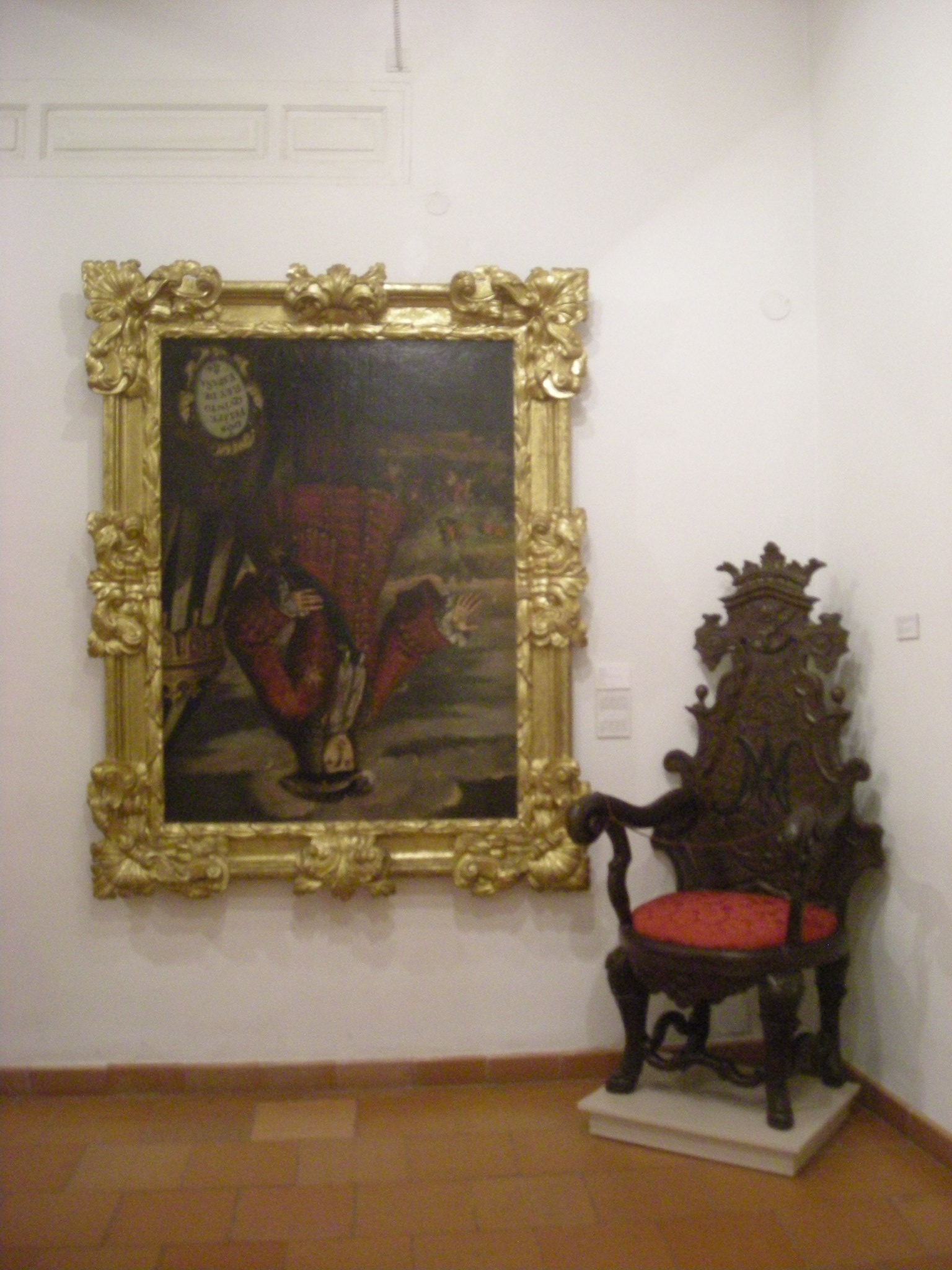

## أعلام
- فيسنتي بويكس
- خوسيه دي ريبيرا
- خايمي فيلانويفا
- فرنسيسكو دي بورخا
- جيوفاني دو
- خايمي الثاني كونت أورغل
- ابن عبد البر